# Горниг, Витезслав
Витезслав Горниг (чеш. Vítězslav Hornig; род. 29 апреля 1999 года, Йилемнице) — чешский биатлонист, серебряный призёр чемпионата мира 2025 года в смешанной эстафете.

## Биография
Витезслав Горниг родился 26 апреля 1999 года в чешском городе Йилемнице. Там же он начал заниматься биатлоном и сейчас представляет местный биатлонный клуб «KB Jilemnice».
Вне биатлона Витезслав увлекается футболом и болеет за «Барселону». Он также любит хоккей и иногда играет в него.

### Спортивная карьера
Международный дебют Витезслава Горнига состоялся в 2016 году на чемпионате мира среди юниоров в Чейле-Градистей, где его лучшим результатом было 43-е место в спринте. На юношеских Олимпийских играх в Лиллехаммере занял 14-е место в спринте и 22-е в преследовании.
В сезоне 2016/2017 выступает на юниорском Кубке IBU в Обертиллиахе, занимая 53-е место в спринте и 43-е в преследовании. На европейском юношеском олимпийском фестивале 2017 года в Эрзуруме Витезслав выигрывает спринтерскую гонку.
В сезоне 2017/2018 выступает на юниорском Кубке IBU. На чемпионате Европы среди юниоров в Поклюке берёт бронзу в индивидуальной гонке. На юниорском чемпионате мира в Отепе становится бронзовым призёром в спринте, а в составе эстафетной команды завоёвывает серебро. На чемпионате мира по летнему биатлону среди юниоров в Нове-Место Горниг становится бронзовым призёром в спринте и гонке преследования и выигрывает смешанную эстафету.
В сезоне 2018/2019 дебютирует на взрослом Кубке IBU на этапе в Риднау, занимая 57-е место в спринте и 37-е в преследовании. Лучший результат за сезон на Кубке IBU — 17 место в спринте в Валь-Мартелло. На чемпионате мира по летнему биатлону среди юниоров в Минске занимает второе место в суперспринте.
Сезон 2019/2020 начинает на Кубке IBU. На этапе в Риднау становится 8-м в суперспринте. Дебютирует на Кубке мира в Анси, занимая 71-е место в спринте. Потом возвращается на Кубок IBU, где на этапе в Брезно-Осрблье становится серебряным призёром в спринтерской гонке. Выступает на своём первом взрослом чемпионате Европы в Минске, лучший результат — 14 место в суперспринте. После уже на юниорском чемпионате Европы в Хохфильцене выигрывает золото в индивидуальной гонке и серебро в спринте.
На чемпионате мира среди юниоров 2021 Витезслав становится бронзовым призёром в эстафете, а в личных гонках попадает в топ-10. Летом 2021 года Горниг выступает на своих последних юниорских соревнованиях — чемпионате мира по летнему биатлону 2021 среди юниоров в Нове-Место, где выигрывает 3 награды: золото в суперспринте, серебро в спринте и бронзу в преследовании.
В сезоне 2021/2022 выступает на этапах Кубка IBU и Кубка мира. Лучшие личные результаты сезона: на Кубке IBU — 16 место в спринте в Обертиллиахе, на чемпионате Европы — 13 место в преследовании и индивидуальной гонке, на Кубке мира — 78 место в индивидуальной гонке в Эстерсунде.
Лучшие личные результаты сезона 2022/2023: на Кубке IBU — 7 место в гонке преследования в Канморе, на чемпионате Европы — 21 место в индивидуальной гонке, на Кубке мира — 73 место в индивидуальной гонке в Рупольдинге.
В сезоне 2023/2024 Витезслав набирает свои первые очки в общем зачёте Кубка мира, заняв 40-е место в гонке преследования на этапе в Рупольдинге. Выступил на первом для себя взрослом чемпионате мира в Нове-Место, где показал 46-й результат в индивидуальной гонке и 7-й в эстафете. На Кубке IBU в этом сезоне лучшим было 10-е место в масс-старте в Шушене.
Сезон 2024/2025 Горниг полностью проводит на Кубке мира. На этапе в Рупольдинге попадает в свою первую цветочную церемонию с 5-м местом в индивидуальной гонке. На чемпионате мира 2025 года в Ленцерхайде становится серебряным призёром в смешанной эстафете. Проведя успешный сезон, занимает 20-е место в общем зачёте Кубка мира — лучшее среди чешских мужчин.

## Результаты

### Подиумы на Кубке мира и ЧМ
| №  | Сезон     | Место проведения | Гонка              | Место |
| -- | --------- | ---------------- | ------------------ | ----- |
| 1. | 2024/2025 | ЧМ Ленцерхайде   | Смешанная эстафета | 2     |

### Чемпионаты мира
| Год  | Место проведения | Спринт | Гонка преследования | Индивидуальная гонка | Масс-старт | Эстафета | Смешанная эстафета | Сингл-микст |
| ---- | ---------------- | ------ | ------------------- | -------------------- | ---------- | -------- | ------------------ | ----------- |
| 2024 | Нове-Место       | —      | —                   | 46                   | —          | 7        | —                  | —           |
| 2025 | Ленцерхайде      | 29     | 22                  | 27                   | —          | 6        | 2                  | 14          |

### Кубок мира
Результаты сезонов на Кубке мира
| Сезон     | Заработанные очки | Общий зачёт | Индивидуальная гонка | Спринт | Гонка преследования | Масс-старт |
| --------- | ----------------- | ----------- | -------------------- | ------ | ------------------- | ---------- |
| 2023/2024 | 1                 | 92          | —                    | —      | 79                  | —          |
| 2024/2025 | 391               | 20          | 19                   | 23     | 21                  | 20         |

| 2024/2025 Итоги | 2024/2025 Итоги | Контиолахти | Контиолахти | Контиолахти | Контиолахти | Контиолахти | Контиолахти | Хохфильцен | Хохфильцен | Хохфильцен | Анси | Анси | Анси | Оберхоф | Оберхоф | Оберхоф | Оберхоф | Рупольдинг | Рупольдинг | Рупольдинг | Антхольц | Антхольц | Антхольц | ЧМ Ленцерхайде | ЧМ Ленцерхайде | ЧМ Ленцерхайде | ЧМ Ленцерхайде | ЧМ Ленцерхайде | ЧМ Ленцерхайде | ЧМ Ленцерхайде | Нове-Место | Нове-Место | Нове-Место | Поклюка | Поклюка | Поклюка | Поклюка | Осло | Осло | Осло |
| Очков           | Место           | Осм         | См          | Эст         | КорИнд      | Спр         | МС          | Спр        | Пр         | Эст        | Спр  | Пр   | МС   | Спр     | Пр      | Осм     | См      | Инд        | Эст        | МС         | Спр      | Эст      | Пр       | См             | Спр            | Пр             | Инд            | Осм            | Эст            | МС             | Спр        | Пр         | Эст        | КорИнд  | МС      | См      | Осм     | Спр  | Пр   | МС   |
| 391             | 20              | 14          | —           | 12          | 27          | 22          | 15          | 34         | 26         | 9          | 46   | 29   | —    | 25      | 23      | 9       | —       | 5          | 7          | 9          | 7        | 6        | 35       | 2              | 29             | 22             | 27             | 14             | 6              | —              | 15         | 15         | 10         | —       | —       | —       | —       | 21   | 11   | 10   |

| 2023/2024 Итоги | 2023/2024 Итоги | Эстерсунд | Эстерсунд | Эстерсунд | Эстерсунд | Эстерсунд | Эстерсунд | Хохфильцен | Хохфильцен | Хохфильцен | Ленцерхайде | Ленцерхайде | Ленцерхайде | Оберхоф | Оберхоф | Оберхоф | Рупольдинг | Рупольдинг | Рупольдинг | Антхольц | Антхольц | Антхольц | Антхольц | ЧМ Нове-Место | ЧМ Нове-Место | ЧМ Нове-Место | ЧМ Нове-Место | ЧМ Нове-Место | ЧМ Нове-Место | ЧМ Нове-Место | Осло | Осло | Осло | Осло | Солджер Холлоу | Солджер Холлоу | Солджер Холлоу | Канмор | Канмор | Канмор |
| Очков           | Место           | Осм       | См        | Инд       | Эст       | Спр       | Пр        | Спр        | Пр         | Эст        | Спр         | Пр          | МС          | Спр     | Пр      | Эст     | Эст        | Спр        | Пр         | КорИнд   | Осм      | См       | МС       | См            | Спр           | Пр            | Инд           | Осм           | Эст           | МС            | Инд  | МС   | Осм  | См   | Эст            | Спр            | Пр             | Спр    | Пр     | МС     |
| 1               | 92              | —         | —         | —         | —         | —         | —         | —          | —          | —          | —           | —           | —           | 42      | 45      | 6       | 9          | 58         | 40         | 64       | 12       | —        | —        | —             | —             | —             | 46            | —             | 7             | —             | 67   | —    | —    | —    | 11             | 60             | 50             | 56     | 48     | —      |

| 2022/2023 Итоги | 2022/2023 Итоги | Контиолахти | Контиолахти | Контиолахти | Контиолахти | Хохфильцен | Хохфильцен | Хохфильцен | Анси | Анси | Анси | Поклюка | Поклюка | Поклюка | Поклюка | Рупольдинг | Рупольдинг | Рупольдинг | Антхольц | Антхольц | Антхольц | ЧМ Оберхоф | ЧМ Оберхоф | ЧМ Оберхоф | ЧМ Оберхоф | ЧМ Оберхоф | ЧМ Оберхоф | ЧМ Оберхоф | Нове-Место | Нове-Место | Нове-Место | Нове-Место | Эстерсунд | Эстерсунд | Эстерсунд | Осло | Осло | Осло |
| Очков           | Место           | Инд         | Эст         | Спр         | Пр          | Спр        | Эст        | Пр         | Спр  | Пр   | МС   | Спр     | Пр      | Осм     | См      | Инд        | Эст        | МС         | Спр      | Пр       | Эст      | См         | Спр        | Пр         | Инд        | Осм        | Эст        | МС         | Спр        | Пр         | См         | Осм        | Инд       | Эст       | МС        | Спр  | Пр   | МС   |
| 0               | —               | —           | —           | —           | —           | —          | —          | —          | —    | —    | —    | —       | —       | —       | —       | 73         | 15         | —          | 93       | —        | —        | —          | —          | —          | —          | —          | —          | —          | —          | —          | —          | —          | —         | —         | —         | —    | —    | —    |

| 2021/2022 Итоги | 2021/2022 Итоги | Эстерсунд | Эстерсунд | Эстерсунд | Эстерсунд | Эстерсунд | Хохфильцен | Хохфильцен | Хохфильцен | Анси | Анси | Анси | Оберхоф | Оберхоф | Оберхоф | Оберхоф | Рупольдинг | Рупольдинг | Рупольдинг | Антхольц | Антхольц | Антхольц | ОИ Пекин | ОИ Пекин | ОИ Пекин | ОИ Пекин | ОИ Пекин | ОИ Пекин | Контиолахти | Контиолахти | Контиолахти | Отепя | Отепя | Отепя | Отепя | Осло | Осло | Осло |
| Очков           | Место           | Инд       | Спр       | Спр       | Эст       | Пр        | Спр        | Пр         | Эст        | Спр  | Пр   | МС   | Спр     | См      | Осм     | Пр      | Спр        | Эст        | Пр         | Инд      | МС       | Эст      | См       | Инд      | Спр      | Пр       | Эст      | МС       | Эст         | Спр         | Пр          | Спр   | МС    | См    | Осм   | Спр  | Пр   | МС   |
| 0               | —               | 78        | 105       | 83        | —         | —         | 88         | —          | —          | —    | —    | —    | 83      | —       | —       | —       | —          | —          | —          | —        | —        | —        | —        | —        | —        | —        | —        | —        | —           | —           | —           | —     | —     | —     | —     | —    | —    | —    |

| 2020/2021 Итоги | 2020/2021 Итоги | Контиолахти | Контиолахти | Контиолахти | Контиолахти | Контиолахти | Хохфильцен | Хохфильцен | Хохфильцен | Хохфильцен | Хохфильцен | Хохфильцен | Оберхоф | Оберхоф | Оберхоф | Оберхоф | Оберхоф | Оберхоф | Оберхоф | Антхольц | Антхольц | Антхольц | ЧМ Поклюка | ЧМ Поклюка | ЧМ Поклюка | ЧМ Поклюка | ЧМ Поклюка | ЧМ Поклюка | ЧМ Поклюка | Нове-Место | Нове-Место | Нове-Место | Нове-Место | Нове-Место | Нове-Место | Нове-Место | Эстерсунд | Эстерсунд | Эстерсунд |
| Очков           | Место           | Инд         | Спр         | Спр         | Эст         | Пр          | Спр        | Пр         | Эст        | Спр        | Пр         | МС         | Спр     | Пр      | См      | Осм     | Спр     | Эст     | МС      | Инд      | МС       | Эст      | См         | Спр        | Пр         | Инд        | Осм        | Эст        | МС         | Эст        | Спр        | Пр         | Спр        | Пр         | См         | ОСм        | Спр       | Пр        | МС        |
| 0               | —               | —           | —           | —           | —           | —           | —          | —          | —          | —          | —          | —          | —       | —       | —       | —       | —       | —       | —       | —        | —        | —        | —          | —          | —          | —          | —          | —          | —          | —          | —          | —          | 50         | 56         | —          | —          | 79        | —         | —         |

| 2019/2020 Итоги | 2019/2020 Итоги | Эстерсунд | Эстерсунд | Эстерсунд | Эстерсунд | Эстерсунд | Хохфильцен | Хохфильцен | Хохфильцен | Анси | Анси | Анси | Оберхоф | Оберхоф | Оберхоф | Рупольдинг | Рупольдинг | Рупольдинг | Поклюка | Поклюка | Поклюка | Поклюка | ЧМ Антхольц | ЧМ Антхольц | ЧМ Антхольц | ЧМ Антхольц | ЧМ Антхольц | ЧМ Антхольц | ЧМ Антхольц | Нове-Место | Нове-Место | Нове-Место | Контиолахти | Контиолахти | Контиолахти | Контиолахти | Холменколлен | Холменколлен | Холменколлен |
| Очков           | Место           | См        | Осм       | Спр       | Инд       | Эст       | Спр        | Пр         | Эст        | Спр  | Пр   | МС   | Спр     | Эст     | МС      | Спр        | Эст        | Пр         | Инд     | См      | Осм     | МС      | См          | Спр         | Пр          | Инд         | Осм         | Эст         | МС          | Спр        | Эст        | МС         | Спр         | Пр          | См          | Осм         | Спр          | Пр           | МС           |
| 0               | —               | —         | —         | —         | —         | —         | —          | —          | —          | 71   | —    | —    | —       | —       | —       | —          | —          | —          | —       | —       | —       | —       | —           | —           | —           | —           | —           | —           | —           | —          | —          | —          | —           | —           | —           | —           | —            | —            | —            |

### Чемпионаты Европы
| Год  | Место проведения | Суперспринт   | Спринт | Гонка преследования | Индивидуальная гонка | Смешанная эстафета | Сингл-микст |
| ---- | ---------------- | ------------- | ------ | ------------------- | -------------------- | ------------------ | ----------- |
| 2020 | Минск            | 14            | 51     | 57                  | не проводилась       | —                  | 11          |
| 2022 | Арбер            | не проводился | 34     | 13                  | 13                   | 13                 | —           |
| 2023 | Ленцерхайде      | не проводился | 34     | 28                  | 21                   | 13                 | —           |

### Чемпионаты мира по летнему биатлону
| Год  | Место проведения | Суперспринт | Спринт | Гала Масс-старт |
| ---- | ---------------- | ----------- | ------ | --------------- |
| 2022 | Рупольдинг       | 12          | 17     | 8               |
| 2023 | Брезно-Осрблье   | 20          | 33     | 20              |

### Юниорские достижения
Результаты на юношеских Олимпийских играх
| Год  | Место проведения | Спринт | Гонка преследования | Смешанная эстафета | Сингл-микст |
| ---- | ---------------- | ------ | ------------------- | ------------------ | ----------- |
| 2016 | Лиллехаммер      | 14     | 22                  | 9                  | —           |

Результаты на чемпионатах мира среди юниоров
| Год  | Место проведения | Категория | Спринт | Гонка преследования | Индивидуальная гонка | Эстафета |
| ---- | ---------------- | --------- | ------ | ------------------- | -------------------- | -------- |
| 2016 | Чейле-Градистей  | U19       | 43     | 44                  | 46                   | —        |
| 2018 | Отепя            | U19       | 3      | DNS                 | 12                   | 2        |
| 2019 | Брезно-Осрблье   | U22       | 38     | 27                  | 14                   | 6        |
| 2020 | Ленцерхайде      | U22       | 18     | 10                  | 17                   | 6        |
| 2021 | Обертиллиах      | U22       | 8      | 6                   | 10                   | 3        |

Результаты на Европейском юношеском олимпийском фестивале
| Год  | Место проведения | Спринт | Гонка преследования | Смешанная эстафета |
| ---- | ---------------- | ------ | ------------------- | ------------------ |
| 2017 | Эрзурум          | 1      | 7                   | 4                  |

Результаты на чемпионатах Европы среди юниоров
| Год  | Место проведения | Спринт | Гонка преследования | Индивидуальная гонка | Смешанная эстафета | Сингл-микст |
| ---- | ---------------- | ------ | ------------------- | -------------------- | ------------------ | ----------- |
| 2018 | Поклюка          | 21     | 22                  | 3                    | 7                  | —           |
| 2019 | Шушен            | 18     | 26                  | 11                   | —                  | 7           |
| 2020 | Хохфильцен       | 1      | —                   | 2                    | —                  | —           |

Чемпионаты мира по летнему биатлону среди юниоров
| Год  | Место проведения | Суперспринт   | Спринт | Гонка преследования | Смешанная эстафета |
| ---- | ---------------- | ------------- | ------ | ------------------- | ------------------ |
| 2018 | Нове-Место       | Не проводился | 3      | 3                   | 1                  |
| 2019 | Минск            | 2             | 5      | 4                   | Не проводилась     |
| 2021 | Нове-Место       | 1             | 2      | 3                   | Не проводилась     |